# Io so che tu sai che io so
Io so che tu sai che io so (italià: Sé que tú saps que ho sé) és una pel·lícula italiana de comèdia dramàtica del 12 dirigida per Alberto Sordi, que també és coprotagonista amb l'actriu italiana Monica Vitti. Va ser inscrit al 13è Festival Internacional de Cinema de Moscou on va guanyar un Premi Especiall. Els decorats de la pel·lícula van ser dissenyats pel director d'art Lorenzo Baraldi i Massimo Tavazzi. Els exteriors es van rodar al voltant de Roma.

## Argument
El banquer Fabio Bonetti manté un matrimoni monòton amb Livia des de fa vint anys. Apassionat per la televisió i el futbol, un dia es veu implicat en la investigació que fa un detectiu privat d’Elena, esposa del financer Vitali, que viu al seu mateix edifici i que ha deixat el seu cotxe Panda a la Lívia. Fabio s'apodera de les cintes i descobreix, horroritzat, que la seva filla Verònica (16 anys) es droga des del 13 anys, que la seva esposa li és infidel amb un altre home, avorrida perquè Fabio no li fa cas. A més, descobreix que té una malaltia incurable, cosa que l’empenta a resignar-se a acceptar les alegries i melancolies de la seva vida quotidiana familiar. Tanmateix, el seu diagnòstic és equivocat i no està malalt.

## Repartiment
- Alberto Sordi com Fabio Bonetti
- Monica Vitti com a Livia Bonetti
- Isabella De Bernardi com a Veronica Bonetti
- Salvatore Jacono com a Cavalli
- Giuseppe Mannajuolo com el detectiu
- Ivana Monti com a Valeria
- Micaela Pignatelli com a Elena Vitali
- Claudio Gora com a Ronconi
- Pier Francesco Aiello com a Marco
- Napoleone Scrugli com a Mirko
- Cesare Cadeo com a Reporter
- Sandro Paternostro com ell mateix
- Gianni Letta com ell mateix